# Seydou Fini
Seydou Fini (Nuoro, 2 de febrero de 2006) es un futbolista italiano. Juega de extremo derecho y su equipo actual es el Genoa Cricket & Football Club de la Serie A, máxima categoría del fútbol italiano.

## Trayectoria
Debutó como profesional el 22 de octubre de 2023, el entrenador Alberto Gilardino lo hizo ingresar al minuto 87 para enfrentar a Atalanta pero perdieron 2-0 en el Estadio Atleti Azzurri d'Italia ante más de 14800 espectadores. Se convirtió en el segundo jugador categoría 2006 en tener minutos en la Serie A, tras Simone Pafundi, disputó su primer partido oficial con 17 años y la camiseta 40.
Fue cedido a préstamo al Standard de Lieja el 1 de febrero de 2024, para que tenga más rodaje con profesionales.

## Selección nacional
Ha sido internacional con la selección de fútbol de Italia en las categorías juveniles sub-17, sub-18, sub-19 y sub-21.

## Estadísticas

### Clubes
Actualizado al último partido citado el 4 de abril de 2025.
| Club                              | Div.          | Temporada     | Liga  | Liga  | Liga   | Copas nacionales | Copas nacionales | Copas nacionales | Copas internacionales | Copas internacionales | Copas internacionales | Total | Total | Total  |
| Club                              | Div.          | Temporada     | Part. | Goles | Asist. | Part.            | Goles            | Asist.           | Part.                 | Goles                 | Asist.                | Part. | Goles | Asist. |
| --------------------------------- | ------------- | ------------- | ----- | ----- | ------ | ---------------- | ---------------- | ---------------- | --------------------- | --------------------- | --------------------- | ----- | ----- | ------ |
| Genoa C. & F. C · Italia          | 2.ª           | 2022-23       | 0     | 0     | 0      | -                | -                | -                | —                     | —                     | —                     | 0     | 0     | 0      |
| Genoa C. & F. C · Italia          | 1.ª           | 2023-24       | 3     | 0     | 0      | 1                | 0                | 0                | —                     | —                     | —                     | 4     | 0     | 0      |
| Genoa C. & F. C · Italia          | 1.ª           | 2024-25       | 0     | 0     | 0      | 1                | 0                | 0                | —                     | —                     | —                     | 1     | 0     | 0      |
| Genoa C. & F. C · Italia          | Total club    | Total club    | 3     | 0     | 0      | 2                | 0                | 0                | 0                     | 0                     | 0                     | 5     | 0     | 0      |
| Standard de Lieja · Bélgica       | 1.ª           | 2023-24       | 9     | 0     | 0      | -                | -                | -                | —                     | —                     | —                     | 9     | 0     | 0      |
| Standard de Lieja · Bélgica       | Total club    | Total club    | 9     | 0     | 0      | 0                | 0                | 0                | 0                     | 0                     | 0                     | 9     | 0     | 0      |
| Excelsior Róterdam · Países Bajos | 2.ª           | 2024-25       | 36    | 4     | 5      | 2                | 0                | 0                | —                     | —                     | —                     | 33    | 4     | 5      |
| Excelsior Róterdam · Países Bajos | Total club    | Total club    | 36    | 4     | 5      | 2                | 0                | 0                | 0                     | 0                     | 0                     | 38    | 4     | 5      |
| Total carrera                     | Total carrera | Total carrera | 48    | 4     | 5      | 4                | 0                | 0                | 0                     | 0                     | 0                     | 52    | 4     | 5      |
| 1.                                |               |               |       |       |        |                  |                  |                  |                       |                       |                       |       |       |        |

### Selección
Actualizado al último partido citado el 25 de marzo de 2025.
| Selección         | Temporada         | Continental | Continental | Continental | Mundial | Mundial | Mundial | Amistosos | Amistosos | Amistosos | Total | Total | Total  |
| Selección         | Temporada         | Part.       | Goles       | Asist.      | Part.   | Goles   | Asist.  | Part.     | Goles     | Asist.    | Part. | Goles | Asist. |
| ----------------- | ----------------- | ----------- | ----------- | ----------- | ------- | ------- | ------- | --------- | --------- | --------- | ----- | ----- | ------ |
| Sub-17 · Italia   | 2022-23           | 3           | 0           | 0           | -       | -       | -       | 0         | 0         | 0         | 3     | 0     | 0      |
| Sub-17 · Italia   | Total sel.        | 3           | 0           | 0           | 0       | 0       | 0       | 0         | 0         | 0         | 3     | 0     | 0      |
| Sub-18 · Italia   | 2023              | —           | —           | —           | —       | —       | —       | 5         | 0         | 4         | 5     | 0     | 4      |
| Sub-18 · Italia   | 2024              | —           | —           | —           | —       | —       | —       | 2         | 1         | 0         | 2     | 1     | 0      |
| Sub-18 · Italia   | Total sel.        | 0           | 0           | 0           | 0       | 0       | 0       | 7         | 1         | 4         | 7     | 1     | 4      |
| Sub-19 · Italia   | 2024-25           | 6           | 0           | 1           | —       | —       | —       | 7         | 1         | 1         | 13    | 1     | 2      |
| Sub-19 · Italia   | Total sel.        | 6           | 0           | 1           | 0       | 0       | 0       | 7         | 1         | 1         | 13    | 1     | 2      |
| Sub-21 · Italia   | 2023-24           | -           | -           | -           | —       | —       | —       | 4         | 1         | 2         | 4     | 1     | 2      |
| Sub-21 · Italia   | Total sel.        | 0           | 0           | 0           | 0       | 0       | 0       | 4         | 1         | 2         | 4     | 1     | 2      |
| Total selecciones | Total selecciones | 9           | 0           | 1           | 0       | 0       | 0       | 18        | 3         | 7         | 27    | 3     | 12     |
| 1.                |                   |             |             |             |         |         |         |           |           |           |       |       |        |